# Xã Huntington, Quận Gallia, Ohio
Xã Huntington (tiếng Anh: Huntington Township) là một xã thuộc quận Gallia, tiểu bang Ohio, Hoa Kỳ. Năm 2010, dân số của xã này là 1.442 người.